# ICD-10 Kapitel XXI - Faktorer af betydning for sundhedstilstand og kontakter med sundhedsvæsen
ICD-10 Kapitel XXI – Faktorer af betydning for sundhedstilstand og kontakter med sundhedsvæsen er det enogtyvende kapitel i ICD-10 kodelisten. Kapitlet omhandler faktorer af betydning for sundhedstilstand og kontakter med sundhedsvæsen.
| Kapitel XXI – Faktorer af betydning for sundhedstilstand og kontakter med sundhedsvæsen (Z00-Z99)                                                   |
| Z00-Z13 - Personer i kontakt med sundhedsvæsenet med henblik på undersøgelse                                                                        |
| Z20-Z29 - Personer med potentiel helbredsrisiko i relation til smitsomme sygdomme                                                                   |
| Z30-Z39 - Personer i kontakt med sundhedsvæsenet i relation til reproduktion                                                                        |
| Z40-Z54 - Personer i kontakt med sundhedsvæsenet med henblik på særlige foranstaltninger og behandling                                              |
| Z55-Z65 - Personer med potentiel helbredsrisiko i relation til socioøkonomiske og psykosociale forhold                                              |
| Z70-Z76 - Personer i kontakt med sundhedsvæsenet i relation til andre omstændigheder                                                                |
| Z80-Z99 - Personer med potentiel helbredsrisiko i relation til familiens eller egen anamnese og visse tilstande, som kan påvirke sundhedstilstanden |
| --- |

| Lægevidenskab | Spire Denne artikel om lægevidenskab er en spire som bør udbygges. Du er velkommen til at hjælpe Wikipedia ved at udvide den. |